# Chapa Dara
Chapa Dara ist ein afghanischer Distrikt im Westen der Provinz Kunar.
Er grenzt an die Provinz Nuristan und wird vor allem von Paschtunen bewohnt. Die Fläche beträgt 417,1 Quadratkilometer und die Einwohnerzahl 36.310 (Stand: 2022).

## Geschichte
Von 19. bis 25. Oktober 2007 fand in Chapa Dara und verschiedenen anderen Orten die Operation Rock Avalanche statt.
Am 25. Juli 2011 stürzte in der Region Chapa Dara ein Kampfhubschrauber der NATO ab. Die Taliban behaupten, sie hätten ihn abgeschossen.